# Tacquet (kráter)

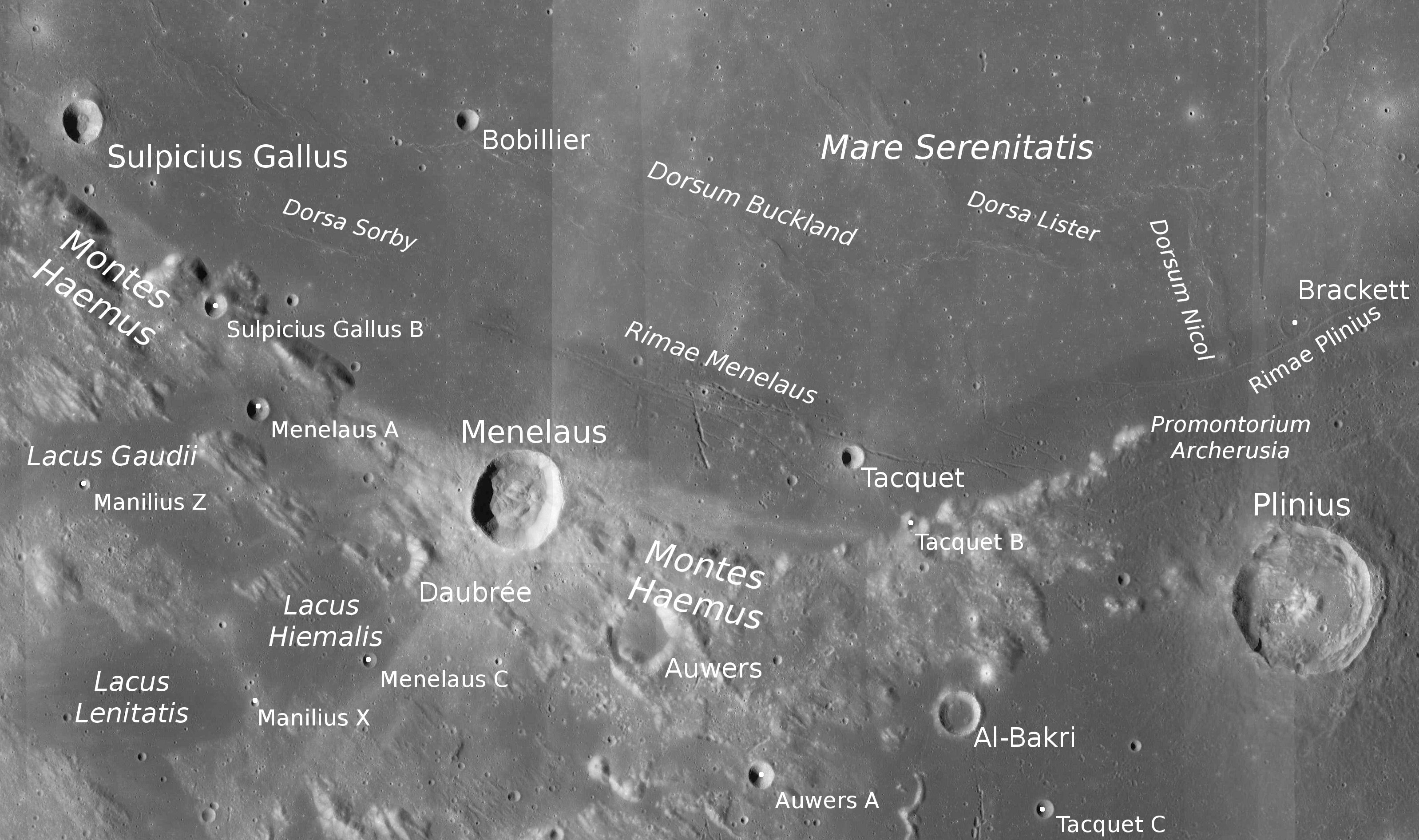
Poloha kráteru Tacquet.

Tacquet je malý kruhový měsíční kráter nacházející se na přivrácené straně Měsíce na jižním okraji Mare Serenitatis (Moře jasu). Má průměr 7 km, pojmenován je podle belgického matematika André Tacqueta.
Západně od něj leží brázdy Rimae Menelaus, východně soustava brázd Rimae Plinius, která začíná u mysu Promontorium Archerusia. Jihozápadně leží kráter Auwers.

## Satelitní krátery
V okolí kráteru se nachází několik menších kráterů. Ty byly označeny podle zavedených zvyklostí jménem hlavního kráteru a velkým písmenem abecedy.
Kráter Tacquet A byl Mezinárodní astronomickou unií přejmenován na kráter Al-Bakri.
| Tacquet | Sel. šířka | Sel. délka | Průměr |
| ------- | ---------- | ---------- | ------ |
| B       | 15,8° S    | 20,0° V    | 14 km  |
| C       | 13,5° S    | 21,1° V    | 6 km   |